# Couesius plumbeus
Couesius plumbeus es una especie de peces Cypriniformes de la familia Cyprinidae.

## Morfología
Los machos pueden llegar alcanzar los 23 cm de longitud total.
Número de  vértebras: 39-44.

## Alimentación
Come zooplancton, algas, y insectos terrestres y acuáticos. 

## Depredadores
En el Canadá es depredado por Esox lucius , Lota chica y Salvelinus namaycush 

## Hábitat
Es un pez de agua dulce y de clima templado (4 °C-25 °C). 

## Distribución geográfica
Se encuentran en Norteamérica.

## Observaciones
Produce híbridos con Rhinichthys cataractae en  el lago Superior. 